# 青岛日本商工会议所
36°04′47″N 120°18′59.3″E / 36.07972°N 120.316472°E
青岛日本商工会议所旧址位于中国山东省青岛市市北区馆陶路24号，现为山东省文物保护单位青岛馆陶路近代建筑的一部分。

## 历史
馆陶路24号青岛日本商工会议所旧址一般被认为建于1940年，长冈建筑事务所设计。但历史资料显示该建筑可能最初建于1913年，最初为德商爱礼司洋行（A. Ehlers & Co.）办公楼。1922年北洋政府收回青岛后，该楼作为日本居留民团保留财产，用途为“化学试验所”。后来青岛日本商工会议所设于该楼。可能于1940年改建为现状。
1945年日本投降后，该楼由国民政府接收，改由励志社使用。1949年6月青岛解放后，此处由中国人民解放军海军征用，曾为中国人民解放军92323部队医院所在地。2000年列入第一批青岛市历史优秀建筑名单。2006年12月7日，该建筑成为山东省文物保护单位青岛馆陶路近代建筑的一部分。2014年11月28日改为青岛大学附属心血管病医院馆陶路院区。现处于闲置状态。

## 建筑特色

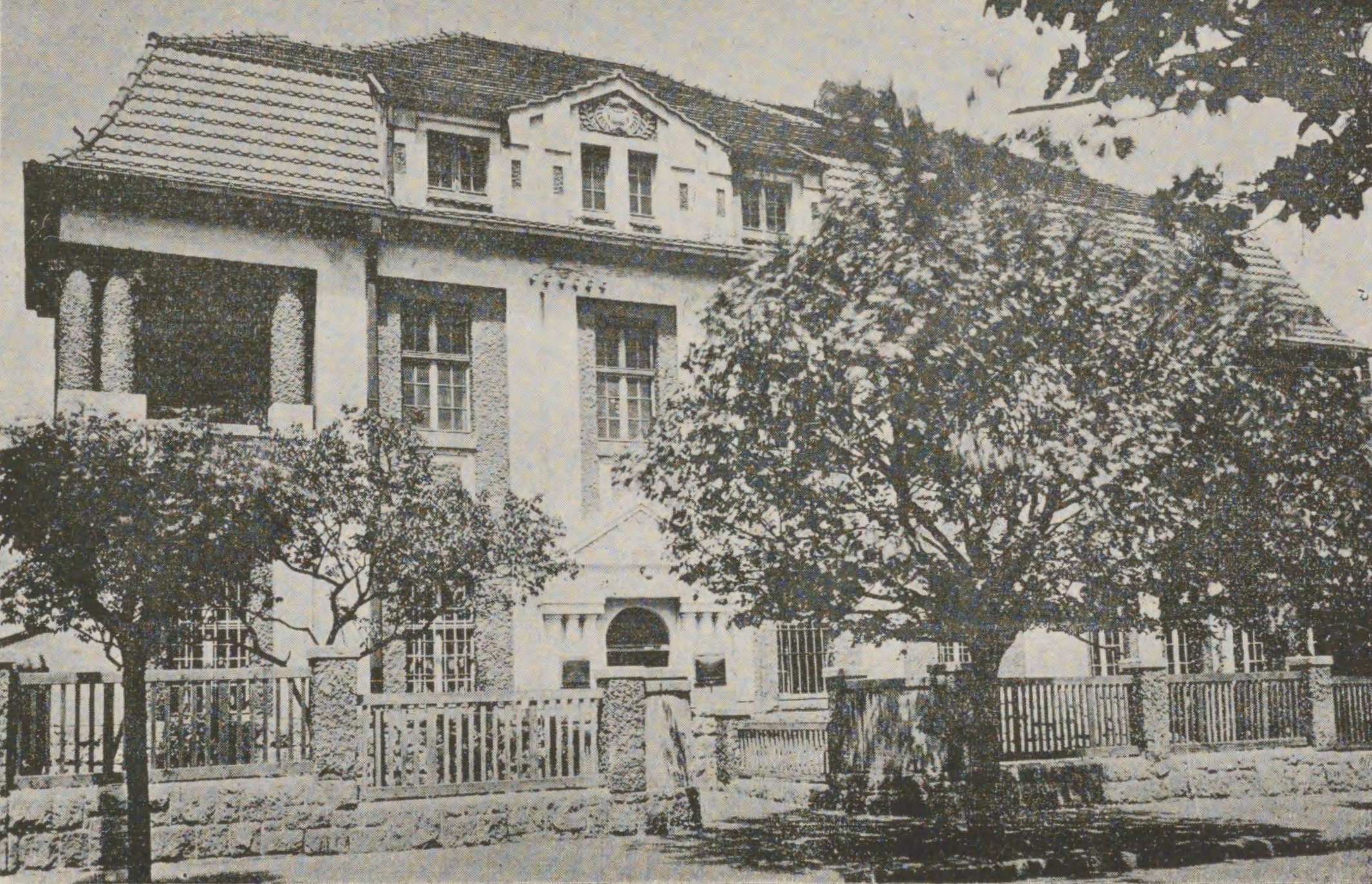
青岛日本商工会议所旧影，1939年，照片所示可能为该楼1913年至1940年代改建前的状态

青岛日本商工会议所旧址现存建筑占地面积2573平方米，建筑面积3447平方米，钢筋混凝土结构，分为南北两部分，北部地上3层，地下1层，南部地上2层，地下1层。花岗岩蘑菇石砌基，外墙为黄釉瓷片贴面，木制门窗，条石压檐，平屋顶。正门位于南北两部分连接处，建有门廊。楼内为水磨石走廊，房间松木地板及护墙板。